# Lorenz Rerup
Lorenz Christian Rerup (* 15. April 1928 in Flensburg; † 9. Dezember 1996 in Sønderborg) war ein dänischer Historiker.

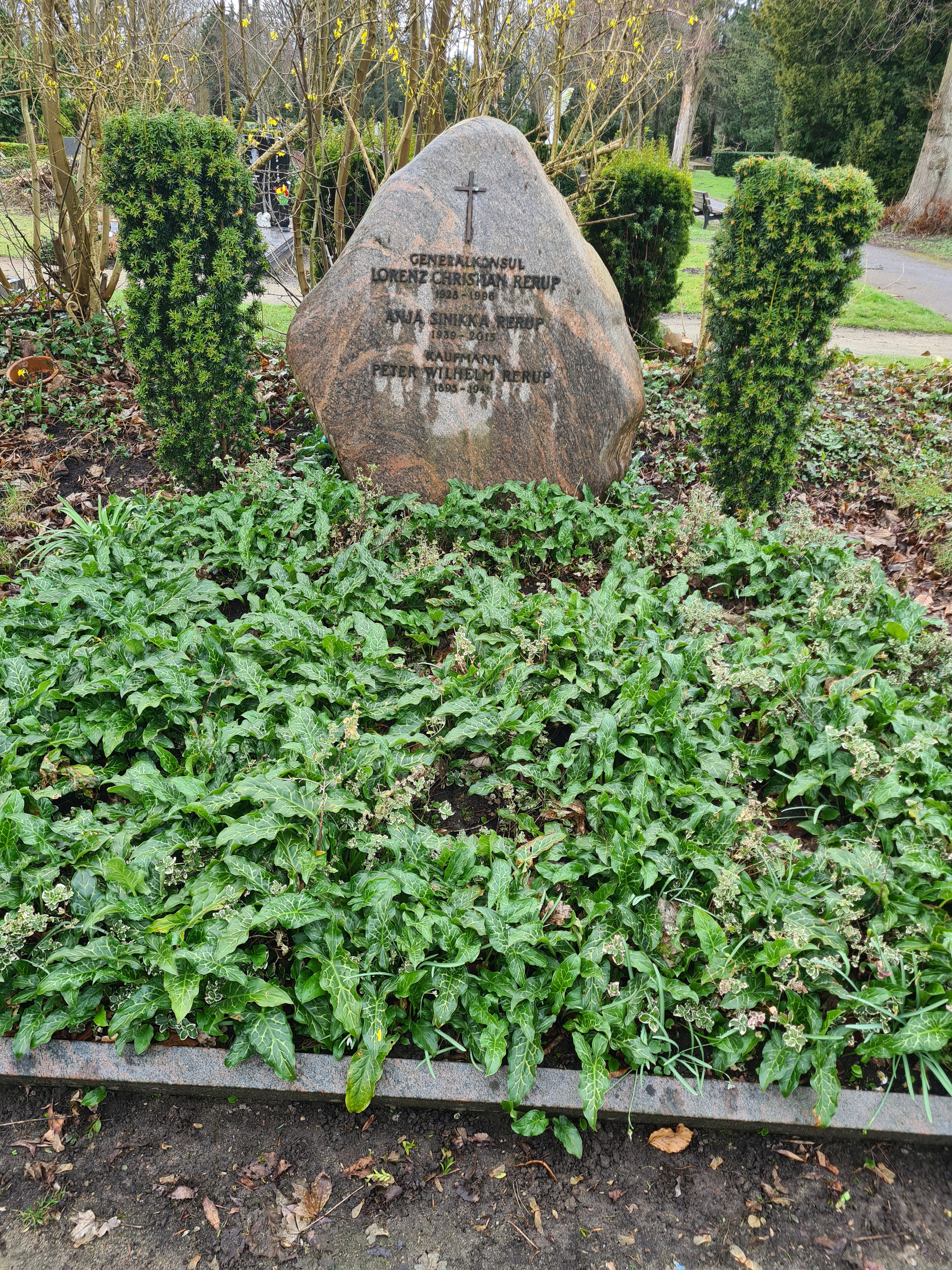
Das Grab von Lorenz Rerup und seiner Ehefrau Anja Sinikka Rerup auf dem Mühlenfriedhof in Flensburg

## Leben und Wirken
Nach dem Schulbesuch in Flensburg, Militärdienst und Besuch der Rødding Højskole (1947/48) studierte Lorenz Rerup Geschichte in Odense und an der Universität Kopenhagen. Hier schloss er 1963 sein Studium mit dem akademischen Grad eines mag. art. ab. Von 1963 bis 1965 war er Leiter der Studienabteilung der Dänischen Zentralbibliothek für Südschleswig in Flensburg. In den Jahren von 1966 bis 1972 lehrte er als Lektor Geschichte an der Universität Aarhus. 1972 wurde er als Professor für neueste und moderne Geschichte an die neu gegründete Universität Roskilde berufen. Hier lehrte er bis 1994. 1982 und 1989 war er Gastprofessor an der Christian-Albrechts-Universität zu Kiel. Von 1994 bis zu seinem Tod im Jahre 1996 amtierte er als dänischer Generalkonsul in Flensburg. Zu seinem Nachfolger als Generalkonsul wurde Hans Peter Clausen ernannt. 
Die Forschungsschwerpunkte Rerups waren die neueste Geschichte Dänemarks und Schleswig-Holsteins, der Nationalismus und die deutsch-dänischen Minderheiten im Grenzland Schleswig.
Sein Grab befindet sich auf dem Flensburger Mühlenfriedhof.

## Auszeichnungen
- Kulturpreis der Stadt Flensburg (1990); Ritter des Dannebrogordens.

## Schriften (Auswahl)
Bücher
- (als Hrsg.): Marcus Rubins Brevveksling 1870–1922, vier Bände, Rosenkilde & Bagger, København 1963.
- A. D. Joergensen. Historiker aus dem schleswigschen Grenzland, Skandia-Verl., Flensburg 1967.
- Graensen. Fra graensekamp til sameksistens, Det udenrigspolitiske Selskab, Albertslund 1969.
- Aage Friis' Samling vedrørende systemskiftet i 1901, Rosenkilde & Bagger, København 1970.
- Slesvig og Holsten efter 1830, Politikens Forl., København 1982, ISBN 87-567-3620-7.
- Tiden 1864–1914, Gyldendal, Copenhagen 1989 (Danmarks historie, Band 6), ISBN 87-00-16331-7.

Aufsätze
- Den territoriale selvbestemmelsesret. In: Scandia, Jg. 35 (1969), H. 2, S. 149–197.
- Die nationalen Minderheiten und ihre legitimen Ansprüche an den Herbergsstaat. In: Grenzfriedenshefte, Jg. 1975, H. 1, S. 5–12.
- Schleswig-Holstein im 19. und 20. Jahrhundert im Zeichen der nationalen Frage – aus dänischer Sicht. In: Schleswig-Holstein im heutigen Heimat- und Geschichtsbewußtsein, Kiel 1978 (Schriften der Hermann-Ehlers-Akademie, Band 9), S. 21–28.
- Danish banking, speculation and the European Great Northern Telegraph Company. In: Scandinavian economic history review, Jg. 27 (1979), 89–93.
- The Development of nationalism in Denmark 1864–1914. In: Rosalind Mitchison (Hrsg.): The Roots of Nationalism. Studies in Northern Europe, Donald, Edinburgh 1980, S. 47–59, ISBN 0-85976-058-8.
- Geschichtsbewußtsein in Dänemark. In: Oswald Hauser (Hrsg.): Geschichte und Geschichtsbewußtsein, Muster-Schmidt-Verl., Göttingen 1981, S. 330–347, ISBN 3-7881-1735-4.
- "Gleichsam als vermittelndes Prinzip". In: Zum 150. Jahrestag der schleswigschen Ständeversammlung, 11. April 1836 – Schleswig – 11. April 1986, Husum-Druck- und Verlagsges., Husum 1986, S. 65–76.
- Dänen und Deutsche. Die Minderheiten sind heute keine Ärgernisse, sondern Reichtümer für die Kulturlandschaft der dänisch-deutschen Grenzregion. In: Beiträge zur Konfliktforschung, Band 17 (1987), S. 45–60.
- Der dänische Gesamtstaat im 19. Jahrhundert und seine hanseatischen Nachbarn. In: Hansische Geschichtsblätter, Jg. 106 (1988), S. 127–137.
- Demokratische Aspekte in den Anfängen der nationalen Bewegung in Dänemark und Schleswig-Holstein. In: Demokratische Geschichte. Jahrbuch für Schleswig-Holstein, Band 5 (1990), S. 69–78.
- Ethnische Gruppen und Minoritäten. In: Hartmut Boockmann (Hrsg.): Nachdenken über Geschichte. Beiträge aus der Ökumene der Historiker. In memoriam Karl Dietrich Erdmann, Wachholtz, Neumünster 1991, S. 603–612, ISBN 3-529-02715-4.
- Fra litterær til politisk nationalisme. Udvikling og udbredelse fra 1808 til 1845. In: Ole Feldbæk (Hrsg.): Dansk identitetshistorie, Band 2, C.A. Reitzels forlag, Copenhagen 1991, S. 325–390, ISBN 87-7421-696-1.
- The Schleswig-Holstein question to 1933. In: Paul Smith (Hrsg.): Ethnic groups in international relations, Dartmouth, Aldershot 1991, S. 85–132, ISBN 1-85521-108-4.
- Channels of communication. In: Andreas Kappeler (Hrsg.): The formation of national elites, Dartmouth, Aldershot 1992, S. 309–326, ISBN 0-8147-4608-X.
- The Danes in Schleswig from the national awakening to 1933. In: Andreas Kappeler (Hrsg.): The formation of national elites, Dartmouth, Aldershot 1992, S. 225–253, ISBN 0-8147-4608-X.
- Folkestyre og danskhed. Massenationalisme og politik 1848–1866. In: Ole Feldbæk (Hrsg.): Dansk identitetshistorie, Band 3, C.A. Reitzels forlag, Copenhagen 1992, S. 337–442, ISBN 87-7421-696-1.
- Grundtvigs inflydelse på den tidlige danske nationalisme. In: Grundtvig-studier, Band 43 (1992), S. 20–32.
- Das Indigenatrecht im Wiener Frieden. In: Werner Paravicini (Hrsg.): Mare Balticum. Beiträge zur Geschichte des Ostseeraums in Mittelalter und Neuzeit. Festschrift zum 65. Geburtstag von Erich Hoffmann, Thorbecke, Sigmaringen 1992 (Kieler Historische Studien, Band 36), S. 379–389, ISBN 3-7995-7069-1.
- Nationalismusformen in Dänemark und in Schleswig-Holstein. In: Symbiose-Konfrontation-Nachbarschaft. Dänemark und Schleswig-Holstein im 18. bis 20. Jahrhundert, Universität Kiel, Kiel 1992, S. 61–85, ISBN 3-928794-03-5.
- Grundtvig and the 19th century. In: Grundtvig-studier, Band 44 (1993), S. 16–26.
- Europa in seinen Regionen. Schleswig – ein europäisches Beispiel für die Entstehung, den Verlauf und die Lösung nationaler Konflikte (zusammen mit Reimer Hansen). In: Grenzfriedenshefte Jg. 1993, H. 2, S. 79–107.
- Ein Vorbild für Europa. Vom deutsch-dänischen Grenzstreit zur guten Nachbarschaft. In: Robert Bohn (Hrsg.): Deutschland, Europa und der Norden, Steiner, Stuttgart 1993 (Historische Mitteilungen/Beiheft, Band 6), S. 1–12, ISBN 3-515-06413-3.
- Nationalisme og skandinavisme indtil første verdenskrigs udbrud. In: Den jyske historiker. Historieteoretisk tidskrift, Band 69/70 (1994), S. 79–87.
- Vom Patriotismus zum Nationalismus. Eine Voraussetzung für demokratische Gesellschaftsformen. In: Schleswig-Holsteins Lied und Farben im Wandel der Zeiten, Landesarchiv Schleswig-Holstein, Schleswig 1995, S. 67–76, ISBN 3-931292-40-1.